# Microsoft Office 2010
Microsoft Office 2010 (Codename: Office 14) ist ein Office-Paket von Microsoft aus der Microsoft-Office-Serie. Office 2010 ist der Nachfolger von Microsoft Office 2007 und enthält erweiterte Dateikompatibilität sowie Benutzerschnittstellen-Aktualisierungen. Office 2010 ist mit Windows XP SP3, Windows Vista, Windows 7, Windows 8, Windows 10 und Windows 11 kompatibel. Mit der Einführung von Office 2010 ist erstmals eine 64-Bit-Version von Microsoft Office erhältlich, die auf 64-Bit-Versionen der genannten Windows-Systeme installiert werden kann.
Eine öffentliche Beta erschien im November 2009. Nachfolger von Microsoft Office 2010 ist Microsoft Office 2013.
Der Mainstream-Support endete am 13. Oktober 2015. Der erweiterte Support z. B. mit Sicherheitsaktualisierungen endete am 13. Oktober 2020.

## Geschichte und Entwicklung
Die Entwicklung begann 2006, während Microsoft die Arbeit an Office 12 abschloss, und es als Microsoft Office 2007 veröffentlichte. Die Versionsnummer 13 wurde wegen der Abneigung gegen die Zahl 13 ausgelassen. Es wurde darüber spekuliert, dass Microsoft den Nachfolger von Office 2007 schon im Jahr 2009 veröffentlichen würde, jedoch hatte Steve Ballmer offiziell bekanntgegeben, dass Office 2010 im Jahre 2010 veröffentlicht wird. Über die Microsoft Office 2010 Technology Garantie erhält der Käufer von Office 2007 eine kostenlose Upgrade-Lizenz auf Microsoft Office 2010, sofern dieser Office 2007 zwischen dem 5. März und 30. September 2010 erworben hat.
Zusätzlich werden Online-Versionen von Microsoft Office, die sogenannten Office Web Apps, gratis zur Verfügung gestellt. Sie können über die Browser Internet Explorer, Mozilla Firefox, Google Chrome und Apple Safari, mittlerweile auch Opera (ab Version 10.60), aufgerufen werden. Die Microsoft Office Web Apps wurden am 7. Juni 2010 veröffentlicht und enthalten reduzierte Versionen von Word, Excel, PowerPoint und OneNote. Für die Nutzung ist ein Microsoft-Konto erforderlich.
Office Starter 2010 wurde zunächst nur auf neuen PCs vorinstalliert und kostenlos ausgeliefert. Seit 24. November 2011 war es auch möglich, Office Starter 2010 kostenlos herunterzuladen und zu installieren. Allerdings war die Installation nur auf Computern mit Windows Vista bzw. Windows 7 möglich. Es sollte damit Works ersetzt werden. Office Starter 2010 enthielt reduzierte Versionen von Excel und Word, in denen Werbung eingeblendet wurde. Im Juni 2012 wurde Office Starter 2010 schließlich zugunsten der Office Web Apps eingestellt, womit auch die kostenlose Downloadmöglichkeit endete.
Eine Technical Preview Version wurde am 12. Juli 2009 Microsoft-intern, über das Programm Microsoft Connect sowie über ausgewählte Unternehmen getestet. Am 18. November 2009 wurde die Beta der Öffentlichkeit zugänglich gemacht. Office 2010 Beta war eine freie, völlig funktionelle Version. Sie lief am 31. Oktober 2010 ab.
Am 15. April 2010 wurde die finale Version („Release to Manufacturing“, RTM) für TechNet- und MSDN-Abonnenten zur Verfügung gestellt. Seit dem 12. Mai 2010 ist Office 2010 für Unternehmenskunden über die Volumenlizenzprogramme verfügbar. Seit dem 15. Juni 2010 ist es als Box-Version im Fachhandel erhältlich. Am 28. Juni 2011 hat Microsoft das Office 2010 Service Pack 1 veröffentlicht. Service Pack 2 folgte am 21. Juli 2013. Der Extended Support (d. h. Auslieferung von Sicherheitsupdates) wurde von Microsoft für Service Pack 2 am 13. Oktober 2020 beendet.

## Editionen
| Edition              | Starter | Home and Student | Home and Business | Standard | University | Professional | Professional Plus | Office Web Apps |
| -------------------- | ------- | ---------------- | ----------------- | -------- | ---------- | ------------ | ----------------- | --------------- |
| Word                 | ja      | ja               | ja                | ja       | ja         | ja           | ja                | ja              |
| Excel                | ja      | ja               | ja                | ja       | ja         | ja           | ja                | ja              |
| PowerPoint           | nein    | ja               | ja                | ja       | ja         | ja           | ja                | ja              |
| OneNote              | nein    | ja               | ja                | ja       | ja         | ja           | ja                | ja              |
| Outlook              | nein    | nein             | ja                | ja       | ja         | ja           | ja                | nein            |
| Publisher            | nein    | nein             | nein              | ja       | ja         | ja           | ja                | nein            |
| Access               | nein    | nein             | nein              | nein     | ja         | ja           | ja                | nein            |
| InfoPath             | nein    | nein             | nein              | nein     | nein       | nein         | ja                | nein            |
| SharePoint Workspace | nein    | nein             | nein              | nein     | nein       | nein         | ja                | nein            |
| Lync                 | nein    | nein             | nein              | nein     | nein       | nein         | ja                | nein            |
| 1. 2. 3.             |         |                  |                   |          |            |              |                   |                 |